# Ямп'єр Ернандес
Ямп'єр Ернандес  (ісп. Yampier Hernández, 30 серпня 1984) — кубинський боксер, бронзовий призер літніх Олімпійських ігор в Пекіні , срібний призер Кубка світу, переможець турнірів національного і міжнародного значення.

## Спортивна кар'єра
Ямп'єр Ернандес виступав за збірну Куби з боксу в другій половині 2000-х років після того, як беззаперечний лідер збірної Куби в цій ваговій категорії Ян Бартелемі втік до Сполучених Штатів заради професійної кар'єри.
На Олімпійських іграх 2008 дійщов до півфіналу, в якому в рівному бою поступився Пуревдоржийн Сердамба (Монголія) — 8-9 і задовольнився бронзовою нагородою.
Того ж 2008 року на Кубку світу з боксу завоював срібну медаль, вигравши в Біржана Жакипова (Казахстан) — 13-3 і програвши Гаррі Танамор (Філіппіни) — 7-15.
2009 року перейшов до наступної категорії і на чемпіонаті світу після двох перемог програв у чвертьфіналі Маквільямсу Арройо (Пуерто-Рико).
9 червня 2017 року провів один 4-раундовий поєдинок на професійному рівні.

## Виступи на Олімпіадах
| Олімпіада  | Дисципліна | Місце |
| ---------- | ---------- | ----- |
| Пекін 2008 | до 48 кг   | 3     |